# Adelheid Arndt
Adelheid Arndt (* 3. Januar 1952 in Heidelberg) ist eine deutsche Theater- und Filmschauspielerin.

## Leben
Die Tochter eines Chemikers und einer Lehrerin besuchte ein humanistisches Gymnasium in Heidelberg. Nach dem Abitur studierte sie zunächst Ethnologie in Berlin an der dortigen Freien Universität bis zur Zwischenprüfung. 1973 bis 1977 absolvierte sie eine Schauspielausbildung an der Max-Reinhardt-Schule.
Sie startete ihre Karriere 1976/77 am Grips-Theater und erhielt 1976 eine Rolle in dem Film Der Mädchenkrieg, der in Prag in der Zeit zwischen 1936 und 1946 spielt. Für ihre Hauptrolle in dem Film 1 + 1 = 3 (1979), in dem sie eine schwangere Frau zwischen zwei Männern darstellte, erhielt sie den Bundesfilmpreis, den Ernst-Lubitsch-Preis und einen Grand Prix beim IFF Montreal.
Von 1979 bis 1983 spielte sie am Theater am Neumarkt in Zürich. In den 1980er Jahren wirkte sie in mehreren Fernsehfilmen und Serien mit, unter anderem in der von ihr mitgestalteten ZDF-Kinderserie Siebenstein, die ihr einen Preis der Europäischen Union einbrachte. Ihre Rolle als Trödelladenbesitzerin Siebenstein spielte Arndt in insgesamt 15 Staffeln von 1988 bis 2003. 1993 zog sie für die Dreharbeiten zur 130-teiligen ZDF-Serie Macht der Leidenschaft für ein halbes Jahr nach Toronto. In dieser Daily Soap verkörperte sie die lesbische Tochter eines Automobil-Magnaten (Dietmar Schönherr).
In den 1990er Jahren wandte sie sich neben ihrer Tätigkeit beim Fernsehen wieder dem Theater zu. Sie gastierte an verschiedenen Bühnen wie dem Theater am Turm in Frankfurt am Main. 1987 spielte sie in Zürich die Prothoe in Kleists Penthesilea. Von dieser Inszenierung ausgehend gründete sie zusammen mit anderen das Ensemble Penthesilea.
Adelheid Arndt hat eine schwerbehinderte Tochter, zog sich deshalb aus dem Schauspielberuf zurück und gründete den Verein Leben wie du und ich, in dem sie heute Vorstand ist.

## Filmografie
- 1977: Der Mädchenkrieg
- 1978: Ein unruhiges Jahr (Fernsehfilm)
- 1978: Tagebuch des Verführers (Fernsehfilm)
- 1978: Martha und Laura auf See (Fernsehfilm)
- 1979: Der Landvogt von Greifensee (nach der Novelle)
- 1979: 1 + 1 = 3
- 1979: Flugversuche (Fernsehfilm)
- 1980: Kannst du zaubern, Opa? (Fernsehspiel)
- 1981: Geld oder Leben
- 1982–1990: Ein Fall für zwei (3 Folgen)
- 1983: Melzer
- 1983: Wochenendgeschichten – Wanda (Fernsehserie)
- 1984: Chinese Boxes
- 1984: Wanda
- 1984: L.A.U.R.A.
- 1984: Drei Damen vom Grill (mehrere Folgen)
- 1985: Die Praxis der Liebe
- 1985: Geteiltes Land (Kurzfilm)
- 1986: Rosa Luxemburg
- 1986: Wiedergefundene Zeit (Fernsehfilm)
- 1986: Der Prinz (Fernsehfilm)
- 1987: Herz mit Löffel
- 1987: Hatschipuh
- 1987: Smaragd
- 1987: Waldhaus
- 1989: Peter Strohm – Reihe 7, Grab 4
- 1988–2003: Siebenstein (Fernsehserie)
- 1989: Der blaue Mond
- 1990: Bismarck (Fernseh-Dreiteiler des BR)
- 1992: Die Heiratsschwindlerin
- 1993–1994: Macht der Leidenschaft (Fernsehserie)
- 1993: Eurocops – Alte Freunde
- 1994: Grenzgänger (Border Crossing, Fernsehfilm)
- 1994: Wolffs Revier – Gesühnt
- 1999: Federmann (Fernsehfilm)
- 2007: Tatort – Der Finger

## Auszeichnungen
- Deutscher Filmpreis: Filmband in Gold (Darstellerin) für 1 + 1 = 3
- Ernst-Lubitsch-Preis für 1 + 1 = 3